# 忍物語
『忍物語』（シノブモノガタリ）は、西尾維新による青春怪異小説。〈物語〉シリーズの通巻23巻目として講談社BOXレーベルにて2017年7月に刊行された。イラストはVOFANが手掛けている。

## 概要
現代の怪異を描き、『終物語』にて完結し、オフシーズンを経て復活した〈物語〉シリーズ・モンスターシーズンの第1弾。
主人公・阿良々木暦（あららぎこよみ）の大学生時代が描かれる。時系列的には前作は暦の社会人編だったが、本作では4年前に戻り、曲直瀬大学に通う暦が遭遇した新たな怪異事件が描かれる。本作では話数はリセットされ、第一話「しのぶマスタード」が収録される。
パッケージイラストには本作のヒロインの忍野忍（おしのしのぶ）が鬼の面をつけた姿が描かれている。モノクロイラストでは忍とデストピアが描かれている。デストピアのイラストは本作が初。

## あらすじ
高校三年生の春休みからこっち、様々な怪異と関わり続けてきた阿良々木暦（あららぎ こよみ）は、無事に高校を卒業したのち国立曲直瀬（まなせ）大学に進学し平穏な日々を送っていた。そんなある日、暦は怪異の専門家の元締め・臥煙伊豆湖（がえんいずこ）に直江津総合病院へと呼び出されると、ベットの上に横たわる人間の木乃伊を見せられる。なんでもその木乃伊は暦の母校である私立直江津高校に通う現役の女子生徒であり、そんな姿になったのは吸血鬼に血を吸われたことが原因らしいのだ。暦たちは女子生徒を襲う吸血鬼の正体を突き止めようとする。

## 登場人物
阿良々木 暦（あららぎ こよみ）
本シリーズの主人公。この春、国立曲直瀬大学に入学した。現在はほとんど人間に戻っているが、高校三年生の春休みに吸血鬼になった後遺症により、常人よりも少しばかり高い治癒能力と遠くまで見ることができる視力を持つ。高校の卒業祝に親からフォルクスワーゲン・ニュービートルを買ってもらい乗り回している。
忍野 忍（おしの しのぶ）
暦をかつて吸血鬼にした女吸血鬼。キスショット・アセロラオリオン・ハートアンダーブレードという600年を生きる怪異の王だったが、現在はその名と力の殆どを失っている。怪異を殺す妖刀「心渡」を持っており、生死流の七つの奥技を同時に繰り出す「七花八裂」を使う。
デストピア・ヴィルトゥオーゾ・スーサイドマスター
決死にして必死にして万死の吸血鬼。アセロラ姫（のちの忍野忍）を吸血鬼にした張本人。
貼交 帰依（はりまぜ きえ）
私立直江津高校の一年生。女子バスケ部に入部したものの、ハードな練習内容に成績まで落ちて嫌気がさしている。木乃伊となった第一の被害者。
本能あぶり（ほんのう あぶり）
私立直江津高校の二年生。自室で木乃伊になっているところを母親に発見された第二の被害者。
口本 教実（くちもと きょうみ）
私立直江津高校の一年生。木乃伊になった第三の被害者。
臥煙 伊豆湖（がえん いずこ）
影縫余弦などの「怪異の専門家」の元締めと言える存在。自称、なんでも知ってるおねーさん。人払いの結界を張ったり、超常的な力も使いこなす。
食飼命日子（はむかい めにこ）
暦と同じ曲直瀬大学に通う女子大生。暗号を解くのが得意で、数学科に在籍している。
阿良々木 火憐（あららぎ かれん）
暦の上の妹。
神原 駿河（かんばる するが）
暦の直江津高校時代の後輩で、現在は三年生に進級した。かつては女子バスケ部を全国大会に導いたエースだったが、一年前に起きたレイニー・デヴィルの一件により左腕の故障という形で引退した。
日傘 星雨（ひがさ ほしあめ/せいう)
駿河と同じ直江津高校の三年生。女子バスケ部の元キャプテン。
斧乃木余接（おののき よつぎ）
死体から作り出された付喪神の童女。阿良々木家で等身大のぬいぐるみという設定で居座っている。
影縫余弦（かげぬい よづる）
不死の怪異を専門とする専門家。式神である斧乃木余接の主人でもある。通称・暴力陰陽師。
八九寺 真宵（はちくじ まよい）
不在だった北白蛇神社の神になった永遠の小学五年生。髪型はツインテイル。
官宮鶚（かんぐう みさご）
直江津高校の二年生で女子バスケ部員。行方不明になっている。
木石総和（きせき そうわ）
直江津高校の二年生の女子バスケ部員。行方不明になっている。
樟脳水戸乃（しょうのう みとの）
直江津高校の女子バスケ部OG。
真横冷香（まよこ れいか）
直江津高校の女子バスケ部OG。
海川にかわ（うみかわ にかわ）
直江津高校の女子バスケ部OG。
シルビア・シビア
直江津高校の女子バスケ部OG。
大城誠子（おおき せいこ）
直江津高校の女子バスケ部OG。
戦場ヶ原 ひたぎ（せんじょうがはら ひたぎ）
暦の恋人。留学生とシェアハウスしており、大学卒業までに五か国語の習得を目指している。

## 書籍
- 西尾維新（著） / VOFAN（イラスト） 『忍物語』 講談社〈講談社BOX〉、2017年7月20日第1刷発行（同日発売[1]）、ISBN 978-4-06-283902-0

## Webアニメ
2024年7月よりABEMAほかにて配信されたWebアニメ『〈物語〉シリーズ オフ&モンスターシーズン』で、本作がアニメ化された。